# Ali Faez
Ali Faez Atiyah (Bagdá, 9 de setembro de 1994) é um futebolista iraquiano que atua como zagueiro. Atualmente defende o Al-Shorta.

## Carreira
Ali Faez representou a Seleção Iraquiana de Futebol na Copa da Ásia de 2015[carece de fontes?] e fez parte do elenco da Seleção Iraquiana de Futebol nas Olimpíadas de 2016.